# Irena (mjesec)
Irena je prirodni satelit planeta Jupiter iz grupe Carme, otkriven 2003. godine. Retrogradni nepravilni satelit s oko 4 kilometra u promjeru i orbitalnim periodom od 758.341 dana.
S/2003 J5 je dobio ime po božici mira Ireni, kćeri Zeusa i Temide.